# Kỳ giông lửa
Kỳ giông lửa (danh pháp hai phần: Salamandra salamandra) có lẽ là loài kỳ giông được biết đến nhiều nhất ở châu Âu. Trên lưng nó có đốm hoặc sọc vàng ở một mức độ không nhất định; một số mẫu có màu đen hoàn toàn còn ở một số mẫu khác màu vàng chiếm chủ yếu. Sắc đỏ và da cam đôi khi có xuất hiện, hoặc thay thế hoặc pha trộn với màu vàng tùy theo phân loài. Kỳ giông lửa có thể có tuổi thọ rất dài. Một cá thể kỳ giông được ghi nhận là đã sống trong hơn 50 năm ở Bảo tàng Koenig, một bảo tàng lịch sử tự nhiên Đức.

## Môi trường sống, tập tính và chế độ ăn

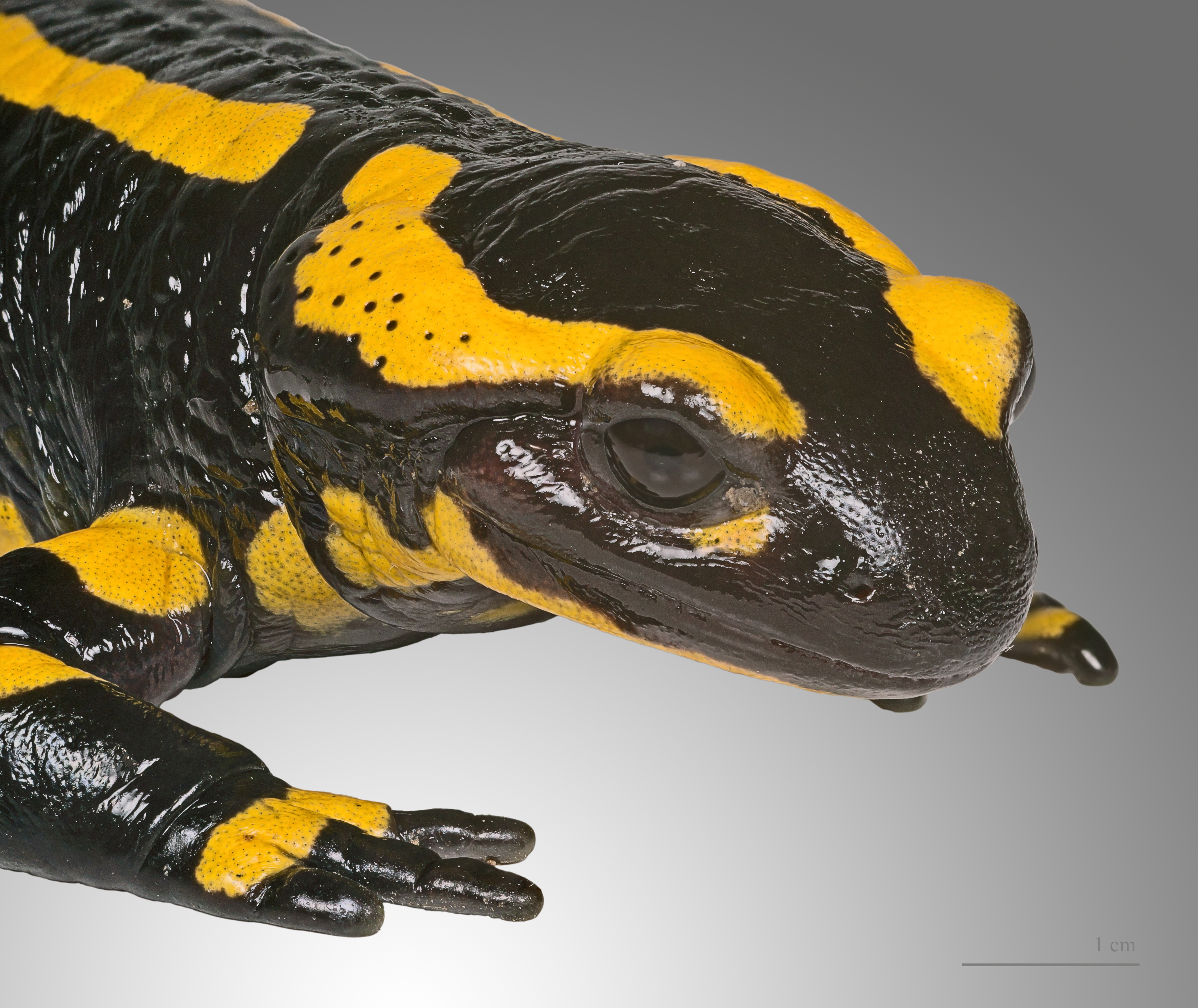
Kỳ giông lửa

Kỳ giông lửa sinh sống trong các khu rừng Trung Âu và phổ biến hơn ở các vùng đồi núi. Chúng ưa thích rừng rụng lá, do chúng muốn ẩn nấp trong đám lá rụng và xung quanh thân cây phủ đầy rêu. Chúng cần suối, ao nhỏ với nước sạch trong môi trường sống của chúng cho sự phát triển của ấu trùng. Cho dù trên mặt đất hoặc trong nước, kỳ nhông lửa khó bị phát hiện. Chúng dành nhiều thời gian để ẩn bên dưới đá, gỗ hoặc các vật khác. Chúng hoạt động vào buổi tối và ban đêm, nhưng vào những ngày mưa, chúng cũng hoạt động vào cả ban ngày.
Chế độ ăn uống của kỳ giông lửa bao gồm các loài côn trùng, nhện, giun đất và ốc sên, nhưng cũng thỉnh thoảng ăn sa giông và ếch nhái non. Con mồi nhỏ bị chộp trong răng lá mía hoặc vào nửa sau của lưỡi nơi con mồi dính vào. Kỳ giông lửa có thể phát triển đến chiều dài 15–25 xentimét (5,9–9,8 in). Khối lượng của nó khoảng 40 gam.

## Phân bố
Kỳ giông lửa có mặt ở hầu hết vùng nam và trung châu Âu. Chúng chủ yếu được tìm thấy ở khoảng độ cao từ 400 mét (1.300 ft) tới 1.000 mét (3.300 ft). Tuy nhiên ở vùng Balkan hoặc Tây Ban Nha thì chúng có mặt cả ở những nơi cao hơn thế.

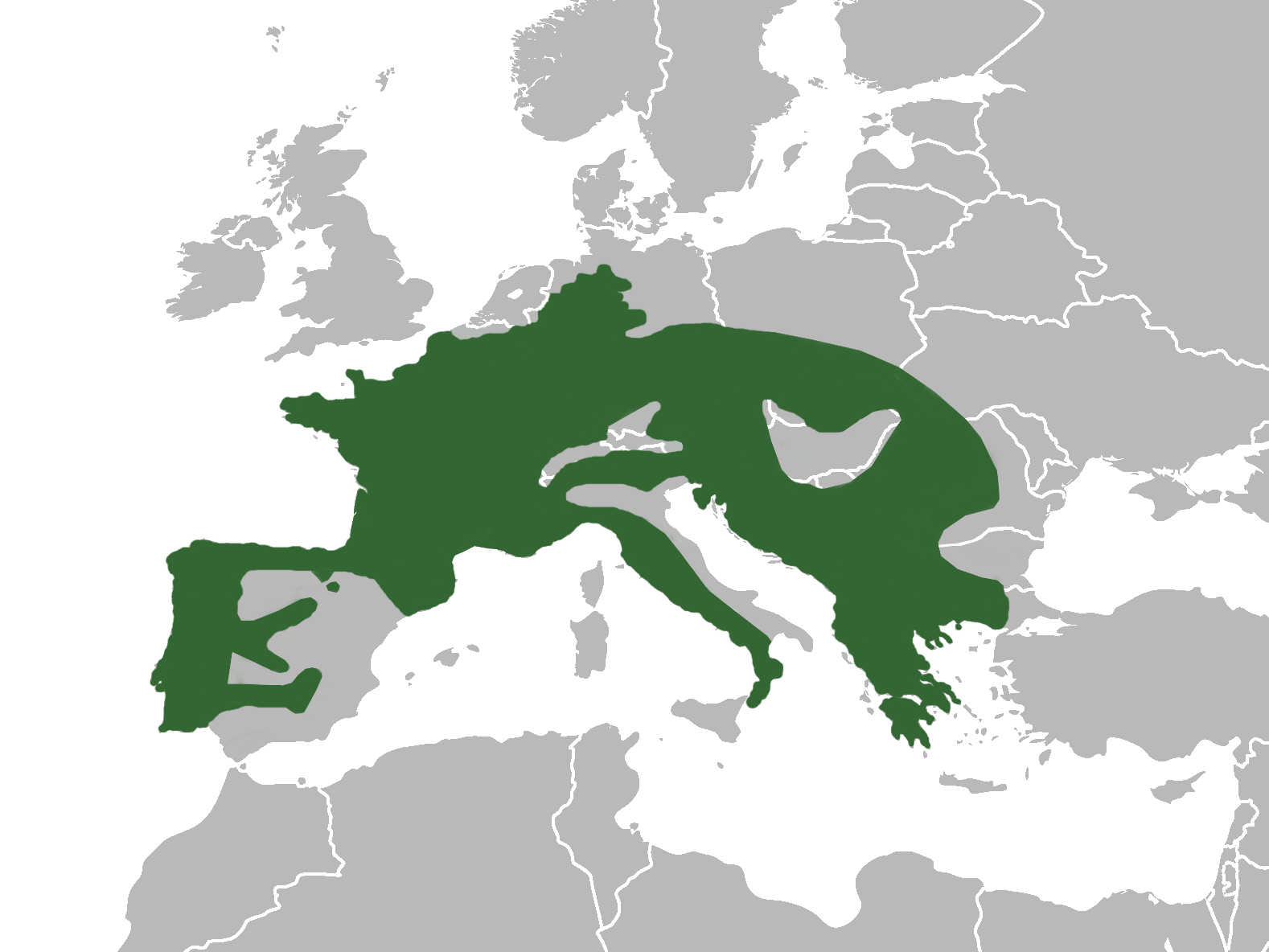
Phân bố tại châu Âu

## Phân loài
Nhiều phân loài kỳ giông lửa được công nhận. Được biết đến nhiều nhất là S. s. fastuosa và S. s. bernadezi,.
- S. s. alfredschmidti
- S. s. almanzoris
- S. s. bejarae
- S. s. bernardezi
- S. s. beschkovi
- S. s. crespoi
- S. s. fastuosa (hay bonalli)
- S. s. gallaica
- S. s. gigliolii
- S. s. morenica
- S. s. salamandra
- S. s. terrestris
- S. s. werneri

## Hình ảnh

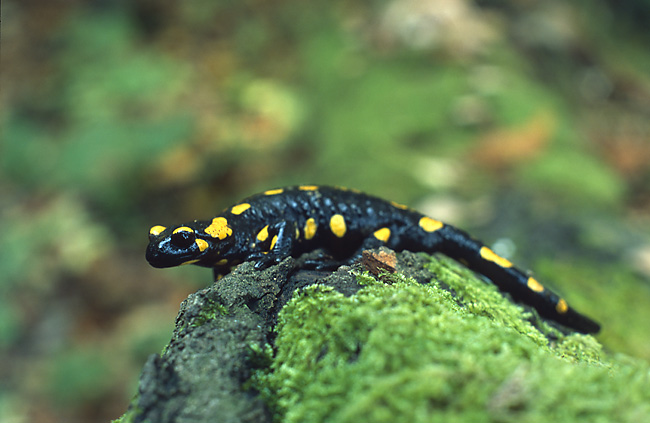
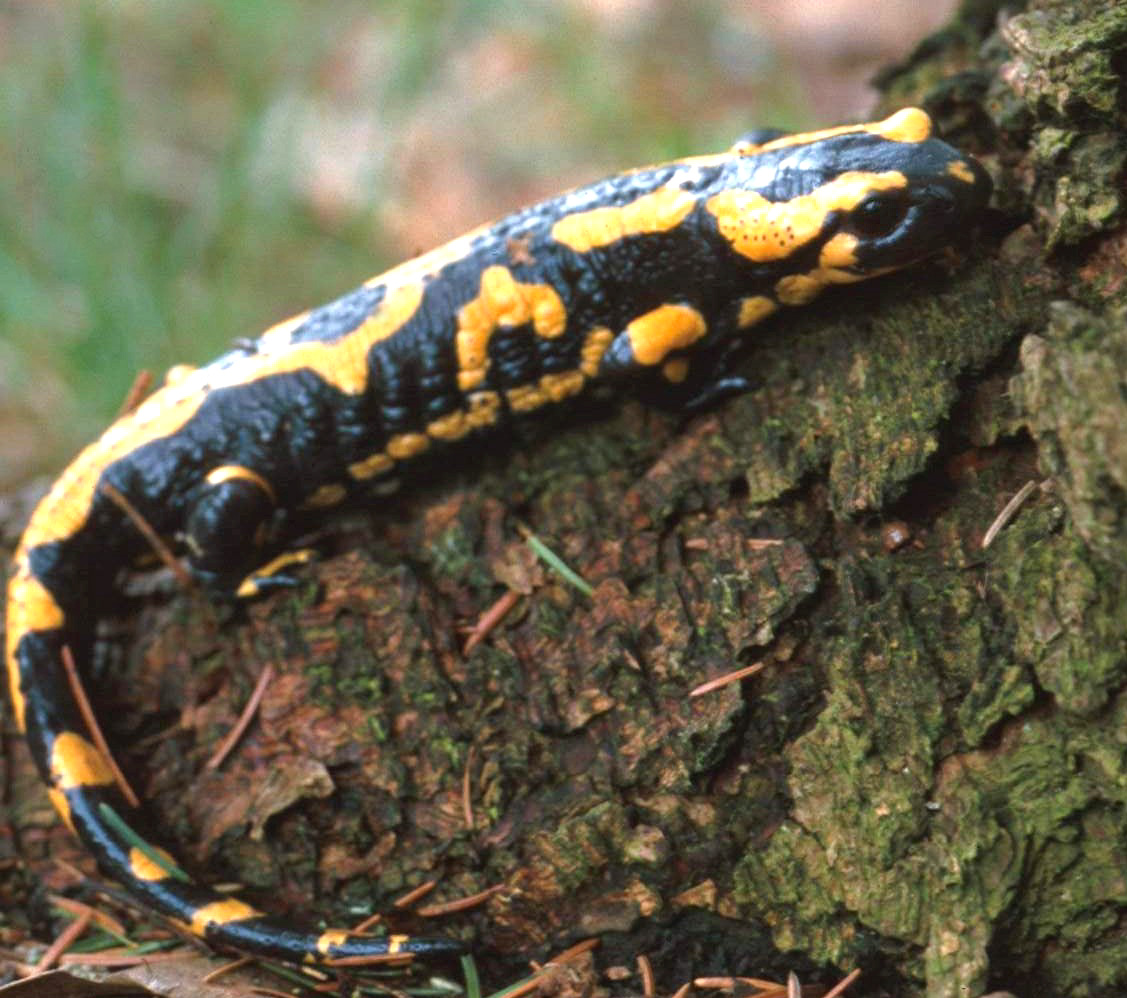
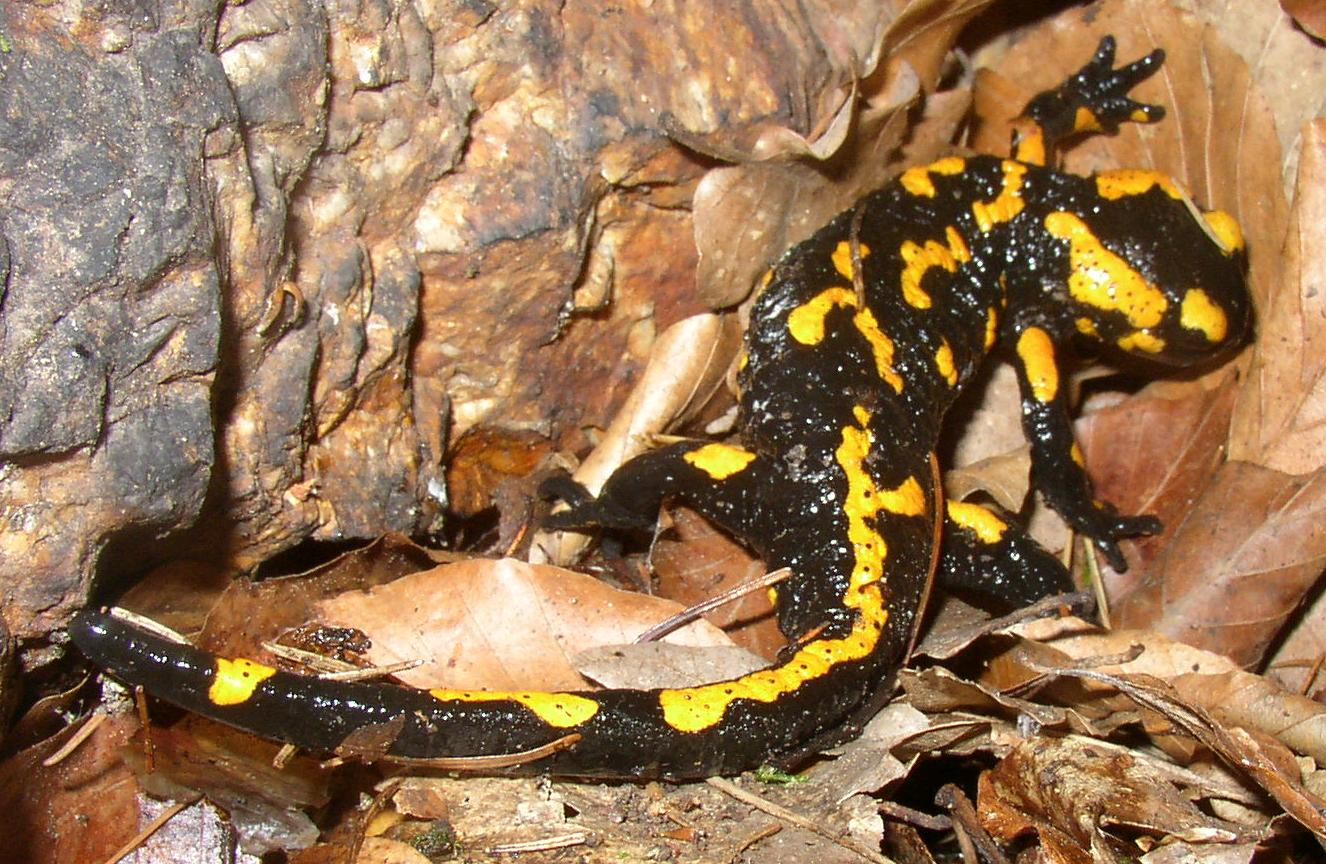
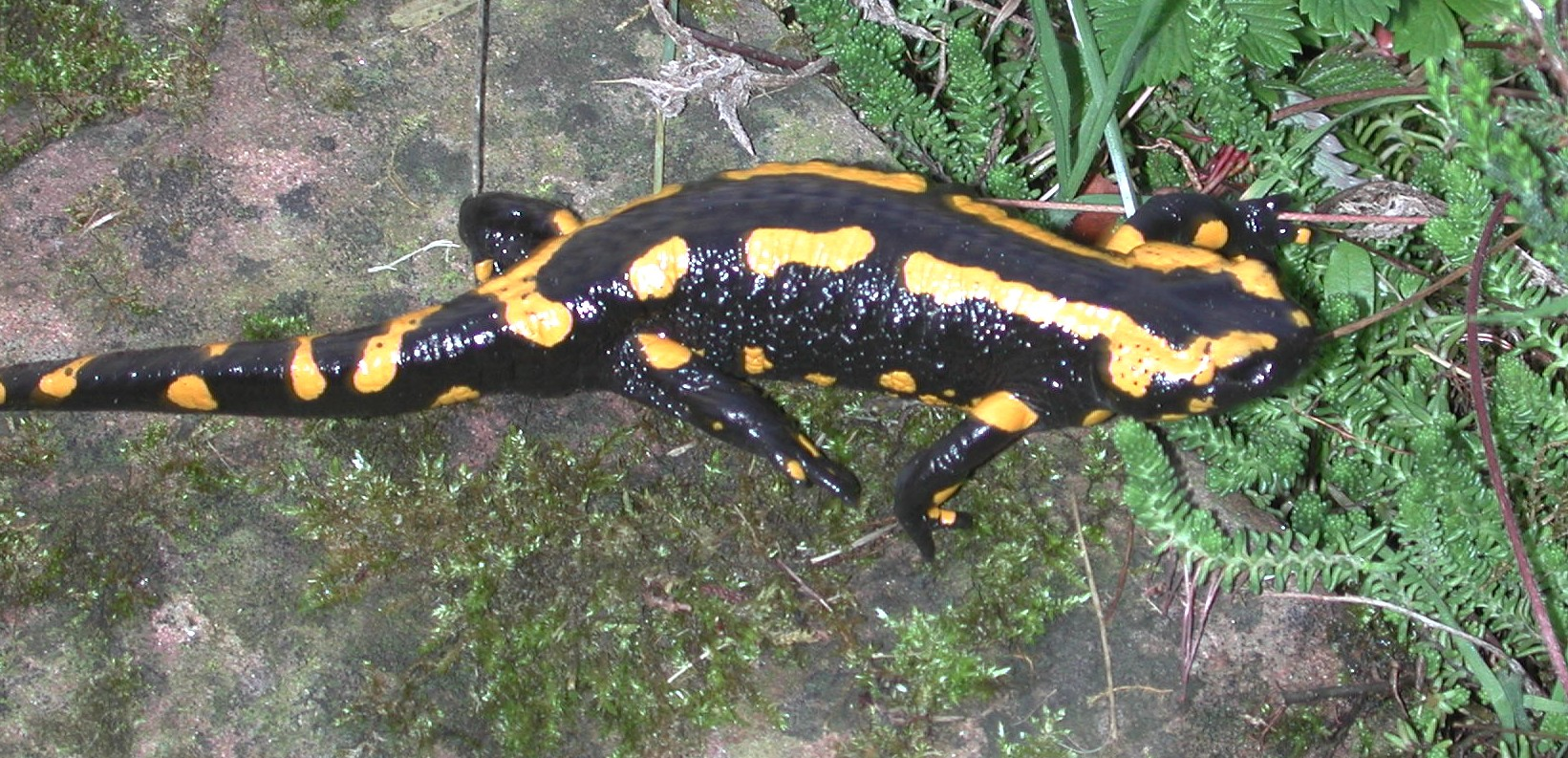
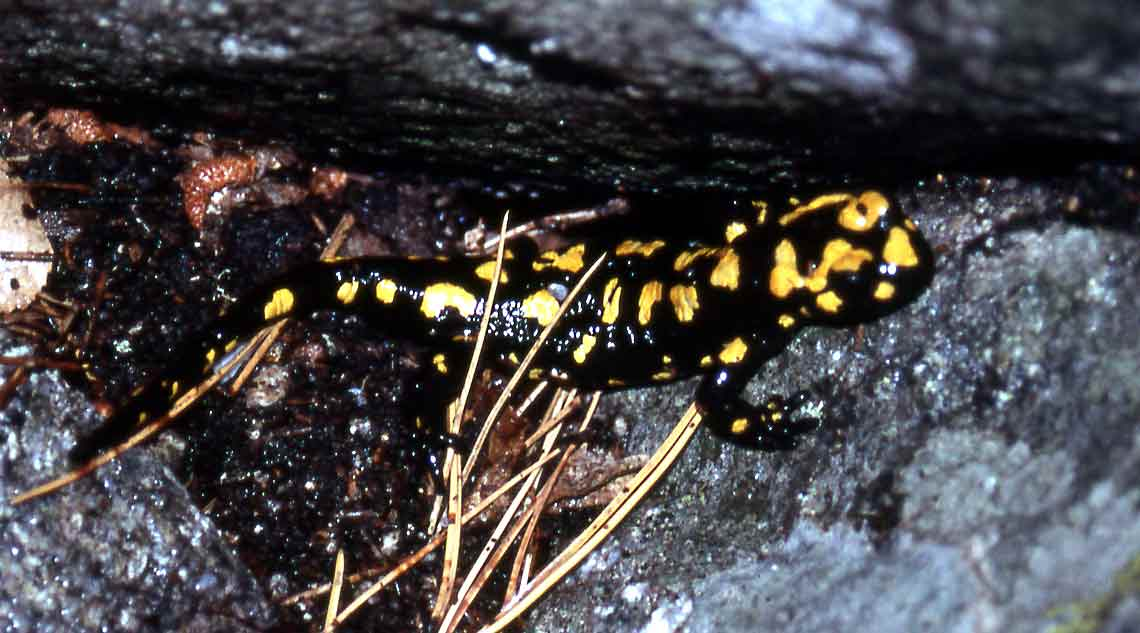
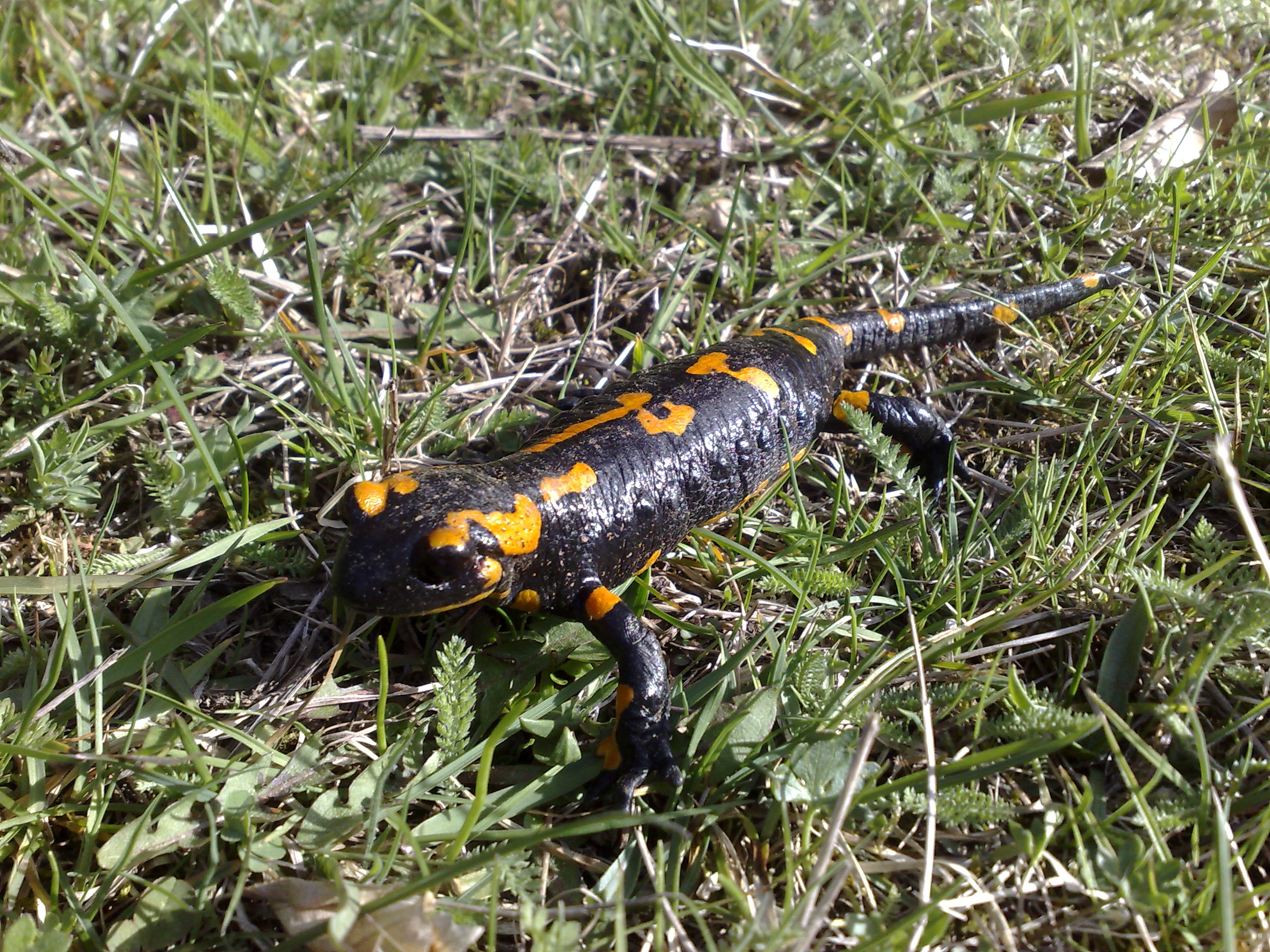
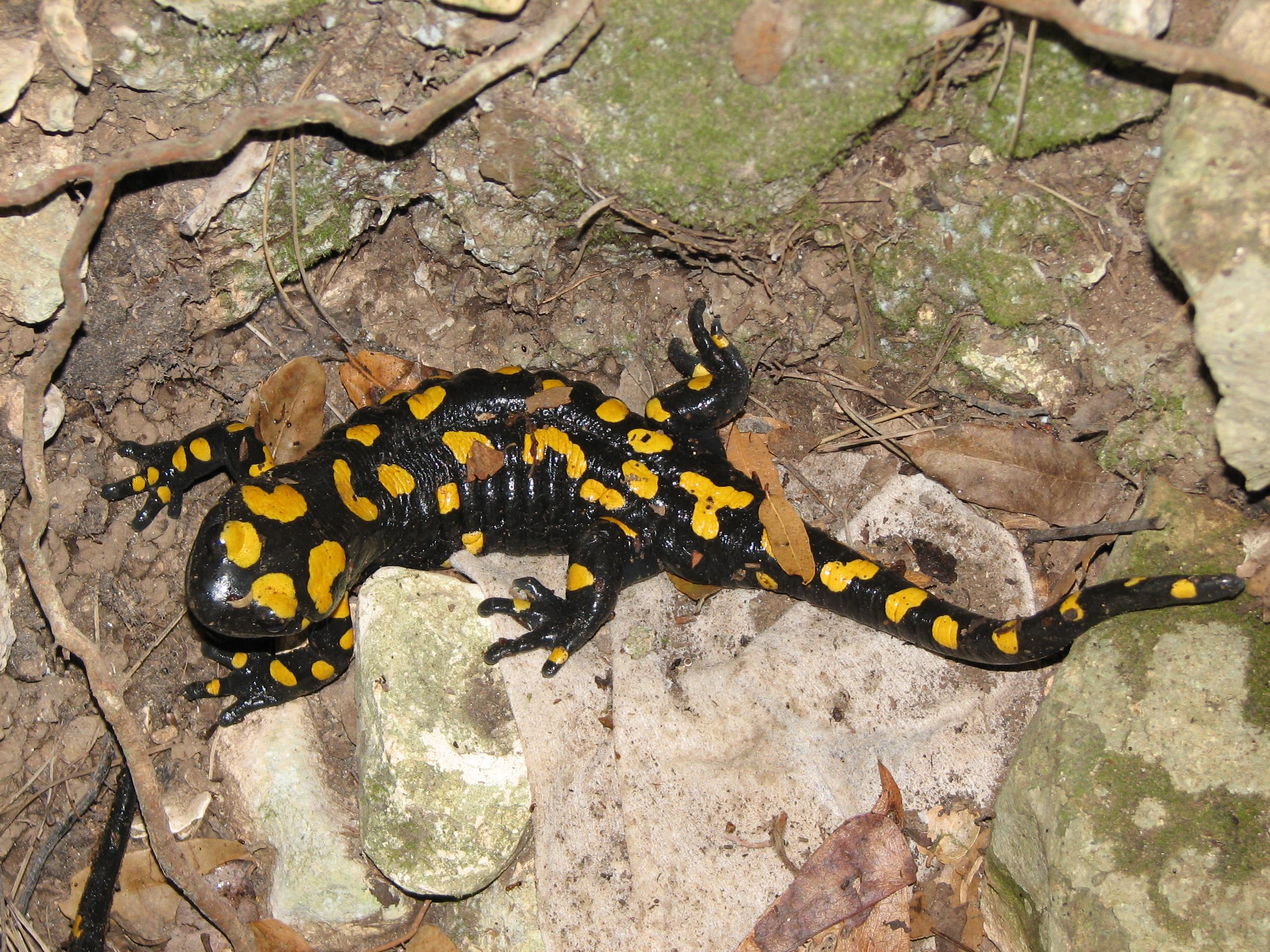
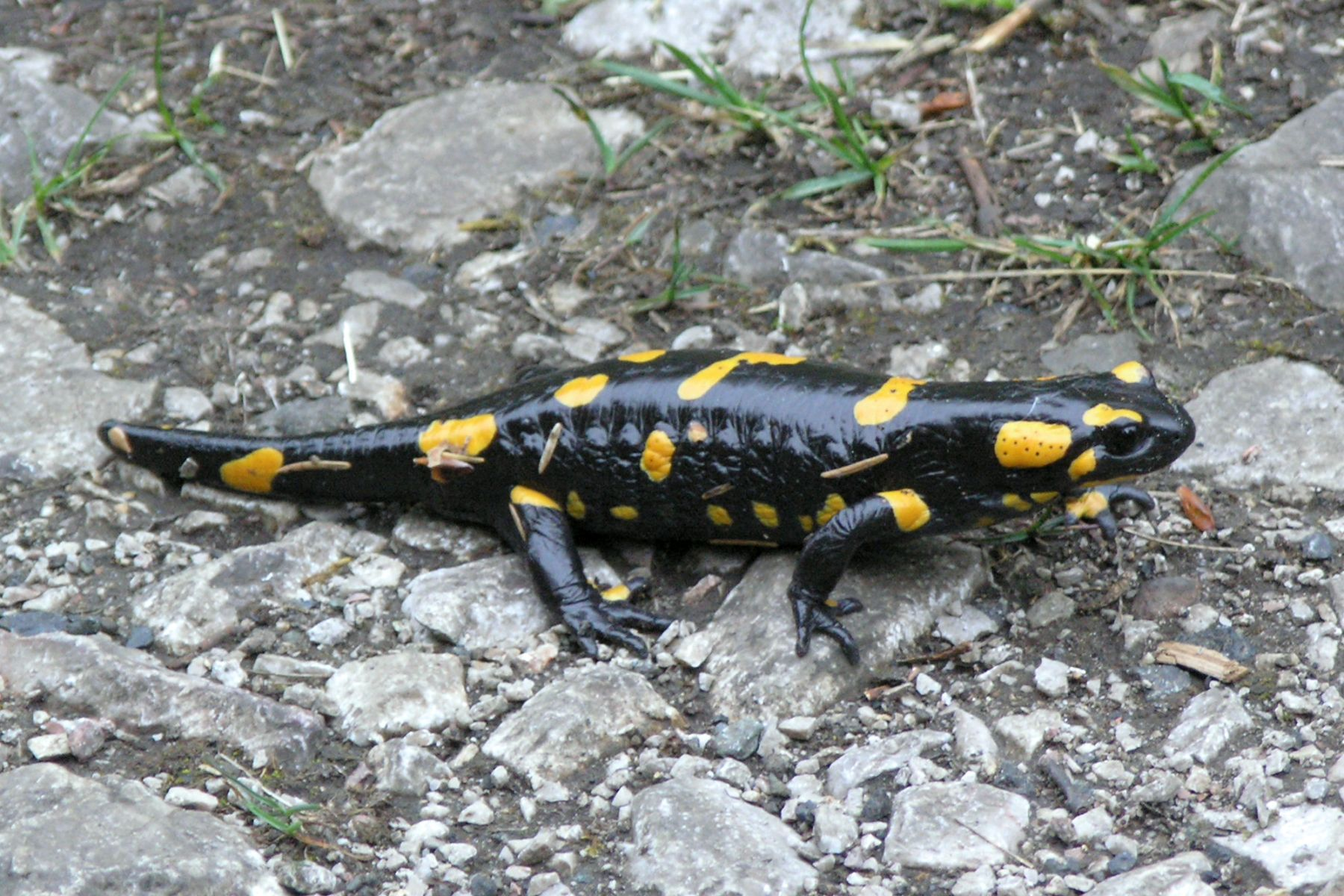
Ở Bosnia và Herzegovina, gần Sarajevo
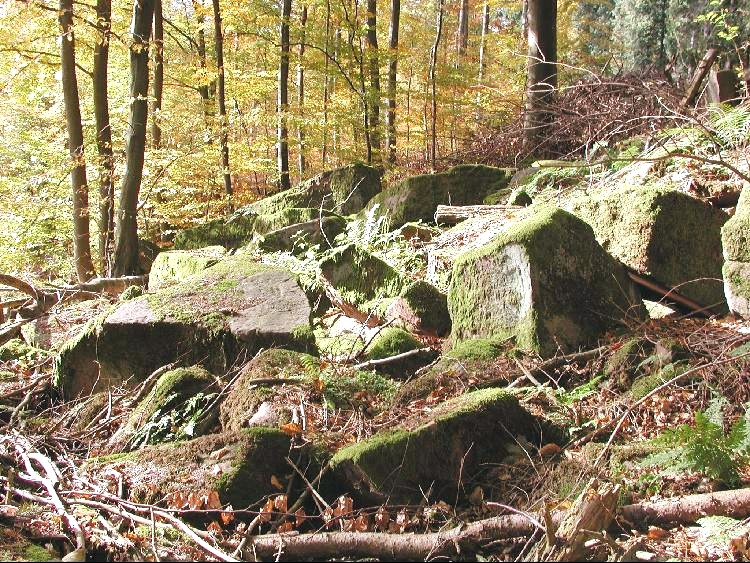
Môi trường sống điển hình, châu Âu